# NGC 456
L'oggetto celeste NGC 456 è costituito da una nebulosa a emissione contenente un ammasso aperto ed è situato nella costellazione del Tucano.
Fu scoperto il 1º agosto 1826 da James Dunlop.